# Wilczek-Insel
Die Wilczek-Insel (russisch остров Вильчека, Ostrow Wiltscheka) ist die zweitsüdlichste Insel des Franz-Josef-Lands (südlicher liegt nur die Lamont-Insel) im Arktischen Ozean und zugleich die erste Insel, die die Österreichisch-Ungarische Nordpolexpedition betrat. Sie sollte nicht mit Wilczek-Land, der zweitgrößten Insel desselben Archipels, verwechselt werden. Beide Inseln sind nach Johann Nepomuk Graf Wilczek benannt. Die Oberfläche der zwölf Kilometer langen Wilczek-Insel ist teilweise vergletschert. Wie überall auf Franz-Josef-Land kann man auch auf ihr Eisbären antreffen.

## Geschichte
Am 1. November 1873 wurde das neuentdeckte Land erstmals betreten. Man errichtete auf der Wilczek-Insel einen etwa 100 Zentimeter hohen Steinmann und hinterließ in ihm eine Nachricht an die Weltöffentlichkeit über die Neuentdeckung. Das Schreiben wurde in einem Fass deponiert und dann mit Steinen bedeckt. Am 5. August 1991 erreichte die Dagmar Aaen mit Arved Fuchs als erstes westliches Schiff die Wilczek-Insel. Die Fuchs-Expedition ICESAIL fand den Steinmann und das Grab des einzigen Opfers der Payer-Weyprecht-Expedition, Otto Krisch. Arved Fuchs trug die Steinpyramide ab und stieß auf das mehr als 100 Jahre alte Dokument, das allerdings nicht mehr lesbar war. Erst durch die aufwändige Arbeit des Bundeskriminalamtes in Wiesbaden wurde es möglich, das Dokument lesbar zu machen. Es stammte tatsächlich von den Polarforschern Julius Payer und Carl Weyprecht und befindet sich heute im Deutschen Schifffahrtsmuseum in Bremerhaven.
Arved Fuchs legte an diesem 5. August 1991 ebenfalls ein Dokument (drei DIN-A4-Seiten), fest in einer Plastikflasche verschlossen, in den Steinmann, in das obere Drittel. Der Steinmann wurde über der Flaschenpost geschlossen und Arved Fuchs bemerkte dazu in seinem Tagebuch: „Wir bauen den Steinmann exakt wieder auf, wie wir ihn vorgefunden haben. Zuletzt deponieren wir im oberen Teil eine Flasche mit einer Notiz über unsere ICESAIL-Expedition und verschließen ihn dann endgültig. Wer weiß, wann der nächste Besucher hier vorbeikommt...“ Auch die Fuchs-Expedition hätte in Bedrängnis geraten können, und Suchmannschaften wären dann durch diese Flaschenpost auf die richtige Spur gestoßen.
Im Jahr 2004 suchte Helfried Weyer die Wilczek-Insel einen Tag lang zusammen mit Reinhold Messner vergeblich nach dem Krisch-Grab ab. Messner kam zu dem Schluss, beides existiere nicht mehr, weder der Steinmann, noch das Krisch-Grab. Aber Weyer gab nicht auf und reiste erneut mit einem russischen Eisbrecher zur Wilczek-Insel. Er fand das Grab und auch den Steinmann, und der Russe Konstantin Pankov, zur Crew des Eisbrechers gehörend, stieß 250 Meter entfernt von der Steinpyramide auf eine graue Plastikflasche, die im Schnee lag und von einem Eisbären zerbissen war.
Im April/Mai 2005 wurde die Payer-Weyprecht-Gedächtnisexpedition mit einer Sondereinreisegenehmigung auf Franz-Josef-Land durchgeführt. Die moderne Kleinexpedition, bestehend aus den Österreichern Christoph Höbenreich (Expeditionsleiter) und Robert Mühlthaler, den Russen Viktor Bojarski und Nikita Ovsianikov und dem Polarhund Nanuk, startete auf der Insel Wilczek und durchquerte Franz-Josef-Land mit Ski und Schlitten auf den Spuren von Julius Payer, um die historische Leistung der Pioniere zu würdigen.